# Hugues Ier (évêque de Liège)
Pour les articles homonymes, voir Hugues Ier.
Hugues Ier ou Ogon, mort en 947, était évêque de Liège de 945 à 947. Il serait d'origine lotharingienne. Abbé de l'église Saint-Maximin de Trèves, il reçoit l'évêché d'Otton. Il fut également abbé de Lobbes.
Hugues, abbé de Saint Maximin de Trêves succéda malgré lui à l'évêque Richer. On eut besoin de l'autorité d'Otton Ier, roi de Germanie pour le contraindre d'accepter cette dignité dont il ne jouit qu'environ dix-huit mois étant mort le 26 janvier 947 ou selon le nécrologe de Saint Maximin de Trêves le 26 décembre précédent.